# 67. vestlige længdekreds
Den 67. vestlige længdekreds (eller 67 grader vestlig længde) er en længdekreds, der ligger 67 grader vest for nulmeridianen. Den løber gennem Ishavet, Nordamerika, Atlanterhavet, Caribien, Sydamerika, det Sydlige Ishav og Antarktis.